# Сосновка (Чуйская область)
Сосновка — село в Жайылском районе Чуйской области Кыргызстана. Административный центр и единственный населённый пункт Сосновского аильного округа. Код СОАТЕ — 41708 209 844 01 0.
Через Сосновку проходит автодорога Бишкек - Ош.. Сосновка - последнее село в Чуйской долине на этой автотрассе. На южном выезде из села расположен пункт пропуска и взимания платы за проезд через тоннель на перевале Тёо-Ашуу.

## Население
| год     | 2009 | 2014 | 2015 |
| ------- | ---- | ---- | ---- |
| человек | 5568 | 6100 | 5950 |